# Estonsko na Letních olympijských hrách 1928
Estonsko se účastnilo Letní olympiády 1928 v nizozemském Amsterdamu. Zastupovalo ho 20 sportovců v 5 sportech.

## Medailisté
| Medaile | Jméno                                                                             | Sport    | Soutěž                     |
| ------- | --------------------------------------------------------------------------------- | -------- | -------------------------- |
| Zlato   | Osvald Käpp                                                                       | Zápas    | muži volný styl do 66 kg   |
| Zlato   | Voldemar Väli                                                                     | Zápas    | muži řecko-římský do 62 kg |
| Stříbro | Arnold Luhaäär                                                                    | Vzpírání | muži těžká váha +82.5 kg   |
| Bronz   | Albert Kusnets                                                                    | Zápas    | muži řecko-římský do 75 kg |
| Bronz   | William von Wirén Bernhard Vogdt Nikolai Vekšin Georg Faehlmann Andreas Faehlmann | Jachting | muži třída 6 m             |